# 1921 au Manitoba
Chronologie du Manitoba
- 1917
- 1918
- 1919
- 1920
- 1921
- 1922
- 1923
- 1924
- 1925

Cette page concerne des événements d'actualité qui se sont produits durant l'année 1921 dans la province canadienne du Manitoba.

## Politique
- Premier ministre : Tobias Crawford Norris
- Chef de l'Opposition :
- Lieutenant-gouverneur : James Albert Manning Aikins
- Législature :

## Naissances

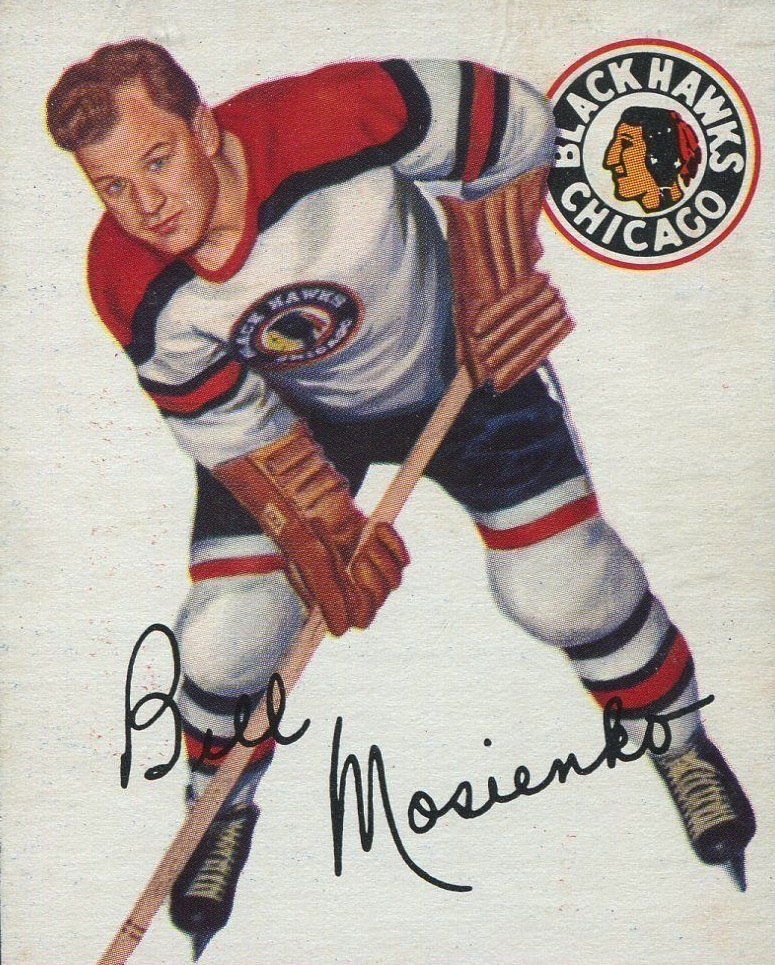
Bill Mosienko

- Peter A. Stewart est un physiologiste canadien (né à Winnipég et mont en 1993).

- 1er avril : Kenneth Joseph « Kenny » Reardon (né à Winnipeg - décédé le 15 mars 2008 à Saint-Sauveur-des-Monts) a été un défenseur canadien professionnel de hockey sur glace ayant joué pour les Canadiens de Montréal dans la Ligue nationale de hockey (LNH). Il a été intronisé au Temple de la renommée du hockey en 1966. Ken a remporté la Coupe Stanley à deux reprises.

- 30 avril : Albanie Morin B.A., L.esL., LL.L. (née au Manitoba, décédée le 30 septembre 1976) fut une professeure et femme politique fédérale du Québec.

- 3 juin : Dorothy Patrick, née Dorothy Wilma Davis à Winnipeg, et morte à Los Angeles (Californie, États-Unis) le 31 mai 1987, est une actrice d'origine canadienne.

- 25 juin : Ernest Leslie Dickens (né à Winnipeg et mort le 27 septembre 1985 à Bowmanville, en Ontario[1]) est un joueur professionnel canadien de hockey sur glace qui évoluait au poste de défenseur.

- 25 août : Monty Hall, de son vrai nom Maurice Halprin, (né à Winnipeg) est un acteur, un chanteur et un journaliste sportif, mais il est surtout connu pour avoir présenté des jeux télévisés aux États-Unis.

- 2 novembre : William Mosienko, dit Bill, (né à Winnipeg - mort le 9 juillet 1994) est un joueur professionnel canadien de hockey sur glace qui évoluait au poste d'ailier droit.

- 14 décembre : Edna Mae Durbin, dite Deanna Durbin, est une actrice et chanteuse canadienne née à Winnipeg et morte le 20 avril 2013 à Paris. Découverte par la Metro-Goldwyn-Mayer, elle fut l'actrice la plus populaire des comédies musicales des studios Universal Pictures des années 1940.